# スウィート・スマイル
「スウィート・スマイル」 (Sweet, Sweet Smile) は、1977年のカーペンターズのアルバム『パッセージ』に収録されているオサ・ヤングとジュース・ニュートン作曲のカントリー風 (C&W)の曲。
エルビス・プレスリーの楽曲で知られるドラマー、ロン・タットを起用している。

## 解説
この曲はカーペンターズの曲の中で、リチャード・カーペンターではなくカレン・カーペンターが選んだ数少ない曲の1つである。ジュース・ニュートンと彼女のバンドリーダー、オサ・ヤングは、ニュートン自身が録音するために『Sweet, Sweet Smile』を書いていたが、ニュートンの所属レーベル、キャピトル・レコードはこの歌に興味を示さなかった。カーペンターの友人だったニュートンのマネージャーは、カレン・カーペンターが訪問している間、彼の家で『Sweet, Sweet Smile』のデモを演奏した。カレン・カーペンターはこの曲を気に入り、「気に入った…。もっと良い作品ができるはず」だと、兄リチャード・カーペンターに促したことで、カーペンターズのヴァージョンを録音して『パッセージ』に収録されることとなった。
「Sweet、Sweet Smile」は、 米ビルボードホット100で最高順位44位を記録し、しばらくしてトップ40を下回ったが、カーペンターズは、カントリー・ミュージック部門8位にまで上昇した唯一のチャートヒットを獲得した。 ビルボードイージーリスニングチャートでは、7位に達した。後にリチャード・カーペンターは、カーペンターズの衰退を認め、次のように付け加えた。「その時に他の誰が『Sweet, Sweet Smile』をやったなら、大きなヒットになっただろう」 。
また、ドイツの歌手、ウェンケ・マイアによる「Sweet、Sweet Smile」のドイツ語版である『Der Mann auf einem Seil』は、 1978年に西ドイツでヒット曲となり、チャート16位を記録した「Lass mein Knie、Joe」（It's a Heartache）のB面に収録された。その他、フィンランドの歌手、リー・ラベンによるアレンジ曲「SäOot Niin Kultainen」は、1978年のアルバム『Aamulla rakkaaninäin』に収録された。
2011年には、作詞、作曲を手掛けたジュース・ニュートンによって、自身のアルバム『アルティメット・ヒッツ・コレクション』のボーナストラックとして、「スウィート・スマイル」の新たに録音されたバージョンがリリースされた。

## チャート
| 国名           | チャート (1978)                      | 最高 順位 |
| -------------- | ------------------------------------ | --------- |
| アメリカ合衆国 | Billboard Hot 100                    | 44        |
| アメリカ合衆国 | Billboard イージーリスニング         | 7         |
| アメリカ合衆国 | Billboard ホットカントリーシングルス | 8         |
| カナダ         | Canadian Singles Chart               | 33        |
| カナダ         | RPM アダルト・コンテンポラリー       | 7         |
| カナダ         | RPMRPM カントリートラックス          | 6         |
| 日本           | オリコンシングルチャート             | 59        |
| イギリス       | UK Singles Chart                     | 40        |